# Peter Schmalz

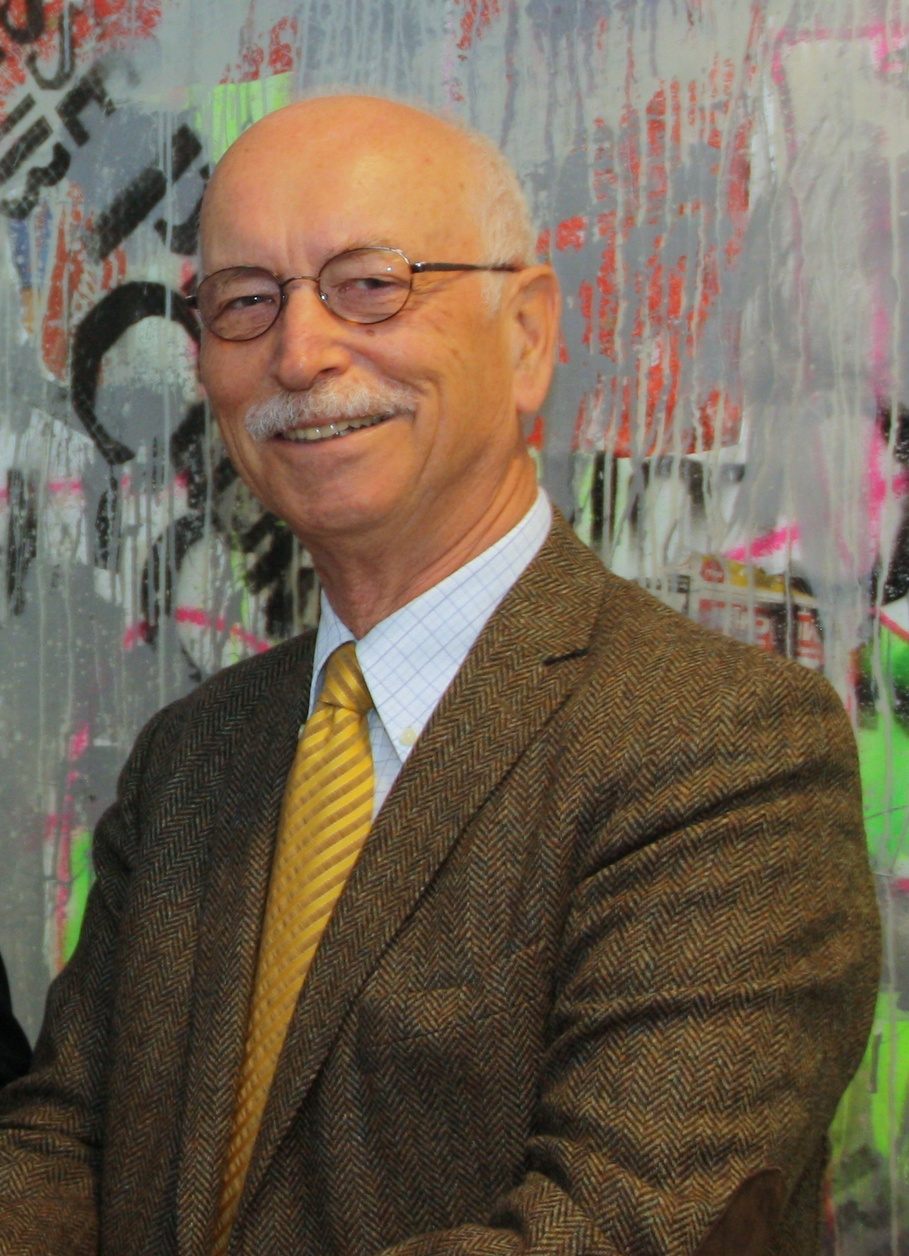
Peter Schmalz, 2017

Peter Schmalz (* 26. Juli 1943 in Würzburg) ist ein deutscher Journalist.

## Wirken
Nach seinem Abitur und dem Studium der Geschichte und Germanistik in Würzburg volontierte Schmalz beim Fränkischen Volksblatt, ebenfalls in Würzburg. Anschließend war er Redakteur bei der Bild-Zeitung in Stuttgart und der Abendzeitung in München. 1976 wurde er politischer Korrespondent der Tageszeitung Die Welt in Bayern mit Sitz in München, 1990 wechselte er nach Berlin, wo er für Die Welt ein Deutschlandressort für die Neuen Länder aufbaute, 1994 wurde er Chefreporter der Welt und bereiste in den folgenden Jahren vor allem den asiatischen Raum. 1999 ging er als politischer Korrespondent für Süddeutschland nach München zurück und bereitete eine Bayern-Ausgabe der Welt vor.
Von März 2001 bis Oktober 2008 war er Chefredakteur des Bayernkurier. Von November 2008 bis Juni 2016 war er Chefredakteur der Zeitschrift Der Peutinger, früher Bayerischer Monatsspiegel, dem Magazin des Peutinger Collegiums in München. Von Oktober 2016 bis Februar 2020 war er Chefredakteur des PresseClub Magazins des Münchener PresseClubs.
Seit 1988 ist Schmalz Mitglied im PresseClub München e.V., 2008 wurde er in den Vorstand, 2010 zum stellvertretenden Vorsitzenden und im Februar 2016 zum Vorsitzenden gewählt. Seit Februar 2020 ist er Ehrenvorsitzender. 2009 wurde er mit der Bayerischen Verfassungsmedaille in Silber ausgezeichnet. Der Bayerische Verdienstorden wurde ihm am 17. Dezember 2014 verliehen. Er ist verheiratet und hat zwei Kinder.
Weitere Mitgliedschaften: Peutinger Collegium, Wirtschaftsbeirat Bayern, Kulturerbe Bayern, Freundeskreis Politische Akademie Tutzing.